# Nicuatole
Le nicuatole est un dessert mexicain d'origine préhispanique, typique de l'État de Oaxaca. Dans sa recette originelle, il est élaboré à partir de quatre ingrédients : l'eau, la cannelle, le maïs (maíz criollo (es)) et le piloncillo qui peut être remplacé par du sucre. Il est courant de le saupoudrer de carmin extrait de la cochenille.

## Étymologie
Le mot nicuatole vient du nahuatl est se compose de « necuatl » ou « necutli », le miel, et de « atolli », atole. Ce nom viendrait du fait qu'avant la conquête du Mexique par les Espagnols, le nicuatole était enrobé de miel de maguey.

## Culture
Depuis 2011, la municipalité de San Agustín Yatareni (es) organise la Feria del Nicuatole en l'honneur de Juana Agustín Martínez, une femme connue pour le préparer au XIXe siècle. Il est possible d'y goûter des nicuatoles parfumés aux amandes, au chocolat, à la vanille, aux fruits (ananas, pêche, tuna, etc.) ou même au tejate, une boisson traditionnelle de l'État.